# Aeroklub Lwowski
Aeroklub Lwowski – jeden z aeroklubów, działający we Lwowie w okresie II Rzeczypospolitej.

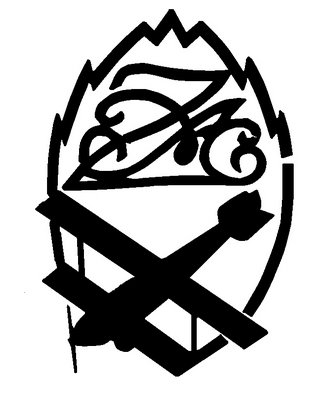
Logo Aeroklubu Lwowskiego

Aeroklub Lwowski został założony 28 lutego 1928 roku (wcześniej działały Związek Awiatyczny i Akademicki Aeroklub we Lwowie). Współzałożycielem był Kazimierz Chorzewski.
Na bazie AL w 1930 powstała szkoła szybowcowa na lądowisku w Bezmiechowej Górnej
Aeroklub korzystał z lotniska cywilnego i wojskowego Skniłów (funkcjonował na nim 6 Pułk Lotniczy), zaś w okresach jego przeciążenia używał lotnisko w Basiówce. 14 listopada 1936 został poświęcony kamień węgielny pod budynek klubowy aeroklubu oraz poświęcony hangar. W dniach 15-16 października 1938 odbyły się obchody 10-lecia istnienia Aeroklubu Lwowskiego.
4 marca 1937 Aeroklub Lwowski otrzymał trzy samoloty RWD-13, które ufundowała Liga Obrony Powietrznej i Przeciwgazowej. W październiku 1937 Aeroklub Lwowski otrzymał 11 nowych samolotów.

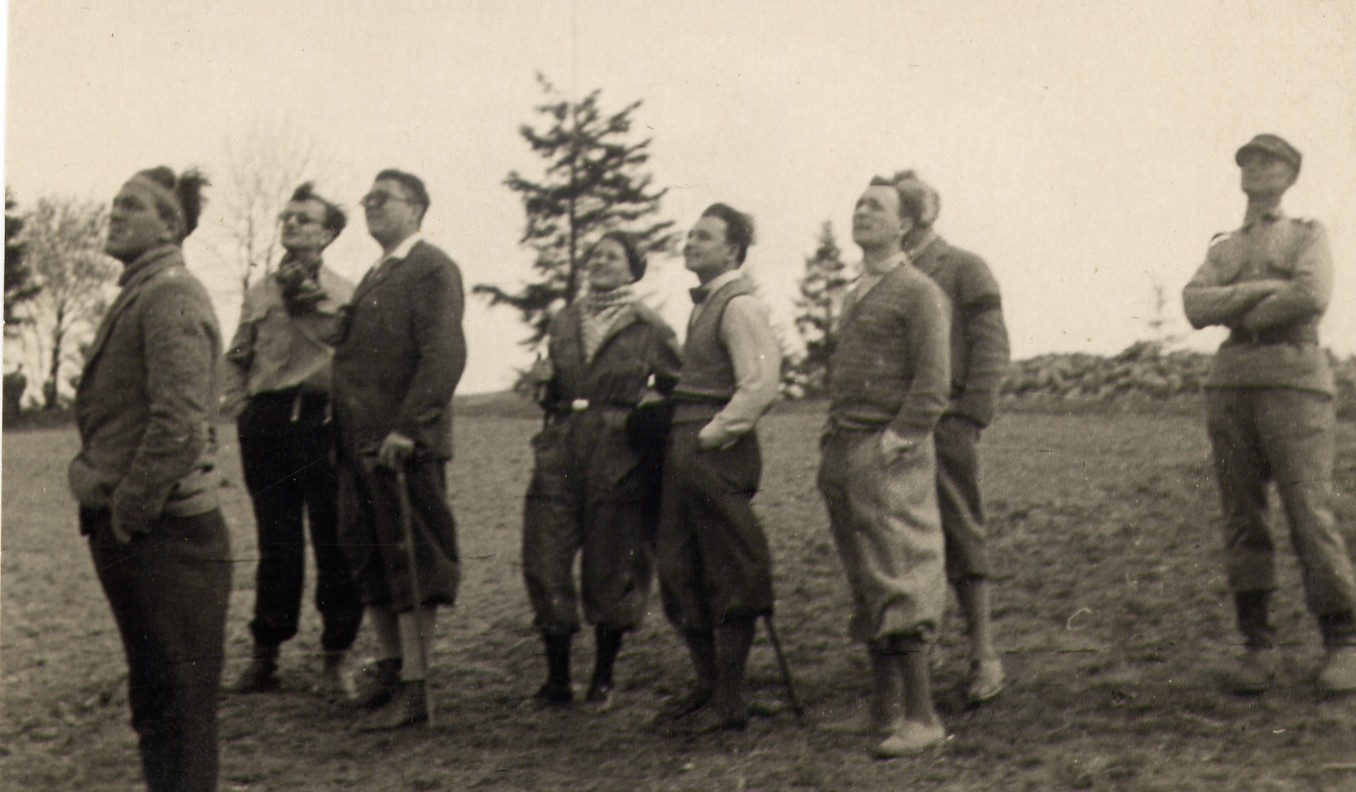
Członkowie Aeroklubu Lwowskiego w latach 30. obserwują lot samolotu

Podczas święta Aeroklubu Lwowskiego 15 października 1938 został odznaczony odznaką 6 Pułku Lotniczego.
Jako sekcja AL działał Sanocki Klub Balonowy „Guma”, którego prezesem był Oskar Schmidt, dyrektor Polskiej Spółki dla Przemysłu Gumowegi. Balon „Sanok” reprezentujący Aeroklub Lwowski w maju 1936 zdobył w zawodach Puchar im. pułk. Wańkowicza.
Funkcję prezesa AL pełnili Kajetan Czarkowski-Golejewski, w latach 30. Grosser. Wiceprezesem był Jerzy Kozicki. Członkami klub byli Szczepan Grzeszczyk, Werner Ryszard Kirchner. Od 1936 do 1939 instruktorem szybowcowym w Bezmiechowej był Adam Dziurzyński.
W sierpniu 1938 Aeroklub Lwowski odniósł zwycięstwo w krajowych zawodach lotniczych.